# 浓紫龙眼独活
浓紫龙眼独活（学名：Aralia atropurpurea）为五加科楤木属的植物，为中国的特有植物。分布在中国大陆的四川、云南、西藏等地，生长于海拔3,000米的地区，一般生于杂木林中及林缘路旁。